# EdGCM
EdGCM – model ogólnej cyrkulacji atmosfery (ang. Global Circulation Model, w skrócie GCM) napisanym w celach edukacyjnych. Model może być uruchamiany na PC,  ma wbudowany prosty interfejs graficzny i bazę danych i może być wykorzystany do badań zmian klimatu. Jest oparty na modelu z NASA Goddard - GISS Model II. Pozwala nauczycielom i uczniom wyrobić intuicję dotyczącą współczesnych problemów klimatycznych i zapoznanie się z narzędziami wykorzystywanymi przez naukowców w badaniach zmian klimatu.